# Warga László
Diósadi és tamáshidai Warga László (Jászberény, 1878. november 21. – Budapest, 1952. június 19.) építészmérnök, műegyetemi tanár, a műszaki tudományok kandidátusa (1952). A városépítés nemzetközileg elismert magyar úttörője.

## Pályafutása
Warga László és Staffenberger Ilona fia. A budapesti műegyetemen tanult, ahol 1902-ben kapta oklevelét. 1910-ben a főváros mérnöke, 1911-ben főmérnöke lett. 1913-tól műszaki tanácsosként működött. 1922-től vezetője volt a fővárosi városrendezési alosztálynak. 1929-ben részt vett az újonnan megalakult Városépítési Tanszék, később Intézet megszervezésében és annak vezetésében. Tervei közül, melyek a főváros közlekedésügyi szempontból fontos részeinek rendezésére irányultak, külföldi kiállításokon is feltűnést keltettek. Ezek egyik volt 1910-ben a Tabán első rendezésének terve. 1913-ban Kelenföld rendezési tervében nemzetközi viszonylatban is elsőként alkalmazta a keretbeépítési elvet, amit a modern városépítésben is használnak. Az első világháború után több rendezési tervet készített, pl. Kelenföld, Gellérthegy, Sas-hegy, amelyek Budapest modern nagyvárosias fejlődését is elősegítették. Nem csupán forgalmi és gazdaságossági szempontok szerint készítette terveit, hanem a fásított területek arányos elosztására és összefüggő zöldövezetté alakítására is gondot fordított. 1934-ben vonult nyugdíjba. Az 1930-as években a budapesti városközpont, a tabáni fürdőközpont és az óbudai hídfeljáró kialakításának terveit, egyúttal Nagykőrös, Miskolc, Székesfehérvár, Szombathely, Salgótarján és több nagyváros rendezési tervét is megalkotta. Az 1917-es gyöngyösi tűzvész után megtervezte Gyöngyös újjáépítését és mai településszerkezetét. I. díjat nyert a Belgrád és Brassó rendezésére kiírt nemzetközi pályázaton, valamint III. díjjal jutalmazták az Antwerpen rendezésére meghirdetett pályázaton. Első jelentős képviselője és rendszerezője volt a korszerű városrendezés elveinek, amelyet az építészképzésben is meghonosított. Tagja volt az Országos Középítési Tanácsnak, az Országos Képzőművészeti Tanácsnak és a Műemlékek Országos Bizottságának. A II. osztályú polgári hadiérdemkereszt és a magyar királyi kormányfőtanácsosi cím tulajdonosa. Halálát koszorúér-elzáródás, érelmeszesedés okozta. Felesége Muhoray Margit volt.

## Emlékezete

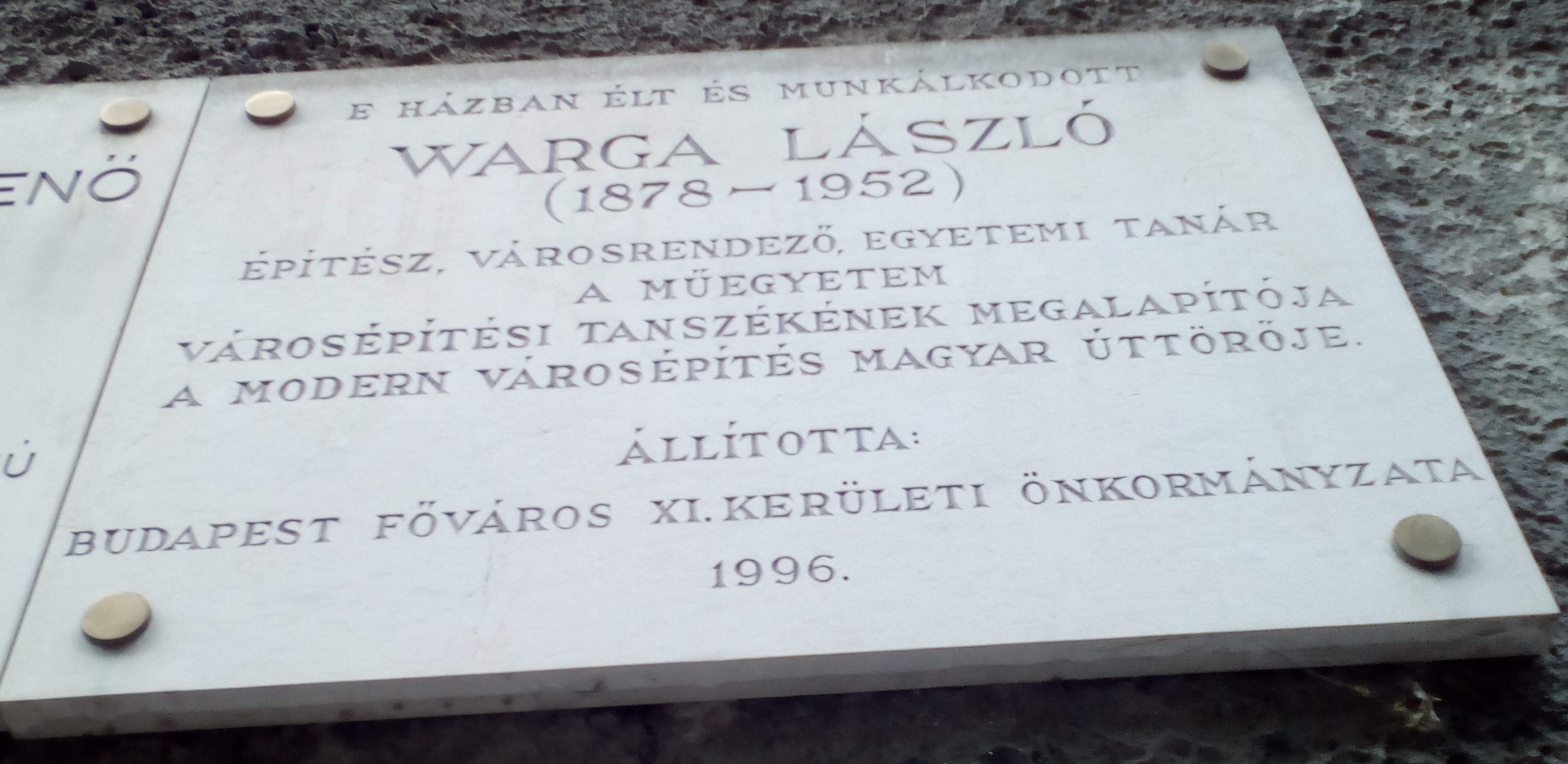
Emléktáblája Budapest XI. kerületében

1997-ben Gyöngyösön emlékművet állítottak neki valamint utcát is elneveztek róla, 2000 óta Budapest XI. kerületében, Lágymányoson utca viseli a nevét. Ezenkívül tábla őrzi emlékét a XI. kerület Mészöly utca 4. falán, azon a házon, amelyet Kismarty-Lechner Jenővel közösen tervezett és ahol 1909 és 1934 között lakott.